# パオロ・G・コンバ
パオロ・G・コンバ（Paul G. Comba、1926年 - 2017年4月5日）は、イタリア系アメリカ人の天文学者である。
1926年にイタリアで生まれた。1946年、20歳の時にカリフォルニア工科大学に留学するためアメリカ合衆国に渡り、そこで1951年に数学の博士号を得た。卒業後、彼は1960年までハワイ大学で教え、1960年にソフトウェア開発者としてIBMに入社した。
彼の専門は小惑星であり、1995年以降、682個を発見した。これは2021年7月時点で、29位の記録である。また、彼はコンピュータに基づいた長大な乗算アルゴリズムであるコンバ乗算でも知られる。2003年には、天文学への貢献に対し、Leslie C. Peltier賞を与えられた。また、彼はプレスコット天文台を運営している。